# Четири годишња доба (представа)
Четири годишња доба је позоришна представа коју је режирао Марко Челебић на основу текста Ђорђа Косића. Премијерно је приказана 11. марта 2020. у позоришту ДАДОВ. Представа је настала и као омаж представи ДАДОВ-а из 1988. године, у режији Горана Головкова.
Музика као и концепт представе базиран је на музичком ремек-делу „Четири годишња доба” Антонија Вивалдија.

## Радња
Комад чине четири сегмента као четири еволутивна периода људске врсте: камено доба, средњи век, период барока и савремени 21. век. Представа комбинује сценски покрет и наративни, пропратни текст.
У представи се истражује где се тренутно у својој историји налази људска врста.

## Улоге
| Лица | Глумци              |
| ---- | ------------------- |
|      | Јована Хаџи Ђикић   |
|      | Александра Урошевић |
|      | Александра Човић    |
|      | Теодора Миленковић  |
|      | Анђела Башић        |
|      | Наталија Савић      |
|      | Бранка Вулићевић    |
|      | Катарина Алексић    |
|      | Жана Јеловац        |
|      | Богдан Богдановић   |
|      | Страхиња Поповић    |
|      | Филип Папрић        |
|      | Тихомир Никитовић   |
|      | Ана Бранковић       |